# Terastia
Terastia là một chi bướm đêm thuộc họ Crambidae.

## Các loài
- Terastia egialealis  (Walker, 1859)
- Terastia margaritis  (C. Felder, R. Felder & Rogenhofer in C. Felder, R. Felder & Rogenhofer, 1875)
- Terastia meticulosalis  Guenée, 1854
- Terastia proceralis  Lederer, 1863
- Terastia subjectalis  Lederer, 1863

## Hình ảnh

- Tập tin:Terastia subjectalis (Lederer, 1863)-50.jpg